# Yuliya Rytsikava
Yuliya Rytsikava (8 de setembro de 1986) é uma basquetebolista profissional bielorrussa.

## Carreira
Yuliya Rytsikava integrou a Seleção Bielorrussa de Basquetebol Feminino, na Rio 2016, que terminou na nona colocação.